# Cosmopterix nishidai
Cosmopterix nishidai là một loài bướm đêm thuộc họ Cosmopterigidae. Nó được biết đến ở Costa Rica.
Con trưởng thành bay vào tháng 10 và tháng 12, cũng như in tháng 3 và tháng 4. This species is likely bivoltine.